# Municipio de Bryan (condado de Greene)
El municipio de Bryan (en inglés: Bryan Township) es un municipio ubicado en el condado de Greene en el estado estadounidense de Arkansas. En el año 2010 tenía una población de 192 habitantes y una densidad poblacional de 3,52 personas por km².

## Geografía
El municipio de Bryan se encuentra ubicado en las coordenadas 36°4′49″N 90°45′38″O / 36.08028, -90.76056. Según la Oficina del Censo de los Estados Unidos, el municipio tiene una superficie total de 54.53 km², de la cual 54,53 km² corresponden a tierra firme y (0 %) 0 km² es agua.

## Demografía
Según el censo de 2010, había 192 personas residiendo en el municipio de Bryan. La densidad de población era de 3,52 hab./km². De los 192 habitantes, el municipio de Bryan estaba compuesto por el 98,96 % blancos y el 1,04 % eran de una mezcla de razas. Del total de la población el 0 % eran hispanos o latinos de cualquier raza.